# 555
555（五百五十五、ごひゃくごじゅうご）は自然数、また整数において、554の次で556の前の数である。

## 性質
- 555は合成数であり、約数は 1, 3, 5, 15, 37, 111, 185, 555 である。
  - 約数の和は912。
- 65番目の回文数である。1つ前は545、次は565。
  - 1桁の数を除くと55番目の回文数である。
  - 5が3つ並ぶゾロ目である。1つ前は444、次は666。(オンライン整数列大辞典の数列 A014181)
- 66番目の楔数である。1つ前は534、次は561。
  - 楔数がハーシャッド数になる21番目の数である。1つ前は518、次は645。
- 142番目のハーシャッド数である。1つ前は552、次は558。
  - 15を基とする5番目のハーシャッド数である。1つ前は465、次は645。
- 1/555 ＝ 0.0018... (下線部は循環節で長さは3)
  - 逆数が循環小数になる数で循環節が3になる19番目の数である。1つ前は540、次は592。(オンライン整数列大辞典の数列 A069105)
- 各位の和が15になる35番目の数である。1つ前は546、次は564。
- 各位の立方和が375になる最小の数である。次は5055。(オンライン整数列大辞典の数列 A055012)
  - 各位の立方和が n になる最小の数である。1つ前の374は111137、次の376は1555。(オンライン整数列大辞典の数列 A165370)
- 555 = 12 + 52 + 232 = 52 + 132 + 192
  - 3つの平方数の和2通りで表せる128番目の数である。1つ前は553、次は556。(オンライン整数列大辞典の数列 A025322)
  - 異なる3つの平方数の和2通りで表せる111番目の数である。1つ前は553、次は561。(オンライン整数列大辞典の数列 A025340)
- 555 = 23 + 23 + 33 + 83
  - 4つの正の数の立方数の和で表せる140番目の数である。1つ前は548、次は558。(オンライン整数列大辞典の数列 A003327)
- 555 = 262 − 121
  - n = 26 のときの n2 − 112 の値とみたとき1つ前は504、次は608。(オンライン整数列大辞典の数列 A132764)

## その他 555 に関連すること
- 実在する商品・名称
  - State Express 555（英語版） - ブリティッシュ・アメリカン・タバコの紙巻きタバコブランドの一つ。日本では未発売であるがモータースポーツのスポンサーとして知名度がある。その中でも顕著なものとして、SUBARUのWRC(BATスポンサード以降のレガシィ及びインプレッサにブルー背景・黃ロゴの鮮やかなカラーリングがなされており、日本語読みでゴーゴーゴーと読ませてGo Go Goにもかけている)、HondaのF1(BARホンダ時代や2006年のオール・ホンダ時代の中国GP)等がある。
  - NE555 - シグネティクスのアナログタイマIC。各社から相当品が出ている。ハンス・カーメンチント（英語版） が設計。
- 番組のタイトル
  - 仮面ライダー555 - 特撮テレビドラマ。
  - 救急戦隊ゴーゴーファイブ(555) - 東映制作の特撮テレビドラマ。スーパー戦隊シリーズの第23作目にあたる。
  - FNNニュース555 ザ・ヒューマン - フジテレビ系列でかつて放送していたニュース番組。
  - 満載ラジオ555! - かつてラジオたんぱ（現・ラジオNIKKEI）第1放送で放送されていたラジオ番組。実際のタイトル表記は「満載ラジオ⑤⑤5!」。
- 特急555(スリー･ファイヴ(Three Five))号（別名:オルオディア5号(Aurordia No.5)） - 松本零士のSF漫画『銀河鉄道999』に登場する、銀河鉄道株式会社が保有する鉄道車両。公式設定ではオリオン大環状線を走るとされている。
- ワシントン記念塔の高さはおよそ555フィート。
- 自動車のナンバープレートの希望番号制で、「・555」は抽選対象番号である。
- ヒトラーのナチ党での党員番号は555番であった。
- 読売ジャイアンツのマスコットキャラクタージャビットの背番号。
- 北米の映画・ドラマの劇中で使われる電話番号には555が含まれるものが多い。これはいたずら電話・間違い電話を防ぐ目的で、テレビ・映画用の番号として電話局が確保している番号帯を使っているため。英語版wikipediaの 555 (telephone number) も参照。
- 7セグメントディスプレイでの表示で点対称な数である。